# Comuna de Bliżyn
Bliżyn (polaco: Gmina Bliżyn) é uma gminy (comuna) na Polónia, na voivodia de Santa Cruz e no condado de Skarżyski.
De acordo com os censos de 2006, a comuna tem 8656 habitantes, com uma densidade 61,35 hab/km².

## Área
Estende-se por uma área de 141,08 km², incluindo:
- área agricola: 27%
- área florestal: 68%

## Demografia
|                      | Total   | Total | Mulheres | Mulheres | Homens  | Homens |
| -------------------- | ------- | ----- | -------- | -------- | ------- | ------ |
|                      | pessoas | %     | pessoas  | %        | pessoas | %      |
| População            | 8662    | 100   | 4424     | 51,1     | 4238    | 48,9   |
| Densidade (pop./km²) | 61,5    | 100   | 31,4     | 31,4     | 30,1    | 30,1   |

De acordo com dados de 2005, o rendimento médio per capita ascendia a 1548,60  zł.

## Comunas vizinhas
- Chlewiska, Łączna, m. Skarżysko-Kamienna, Stąporków, Suchedniów, Szydłowiec, Zagnańsk,